# 平地区

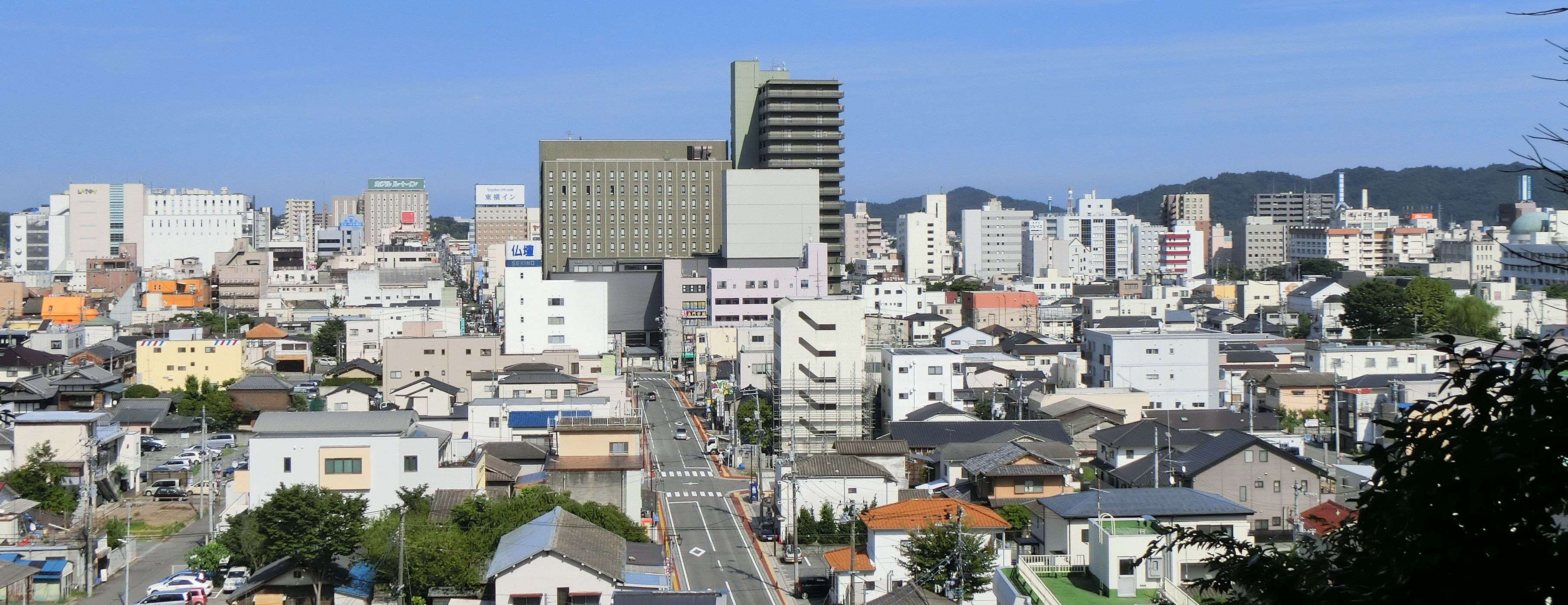
平市街 (2012年)

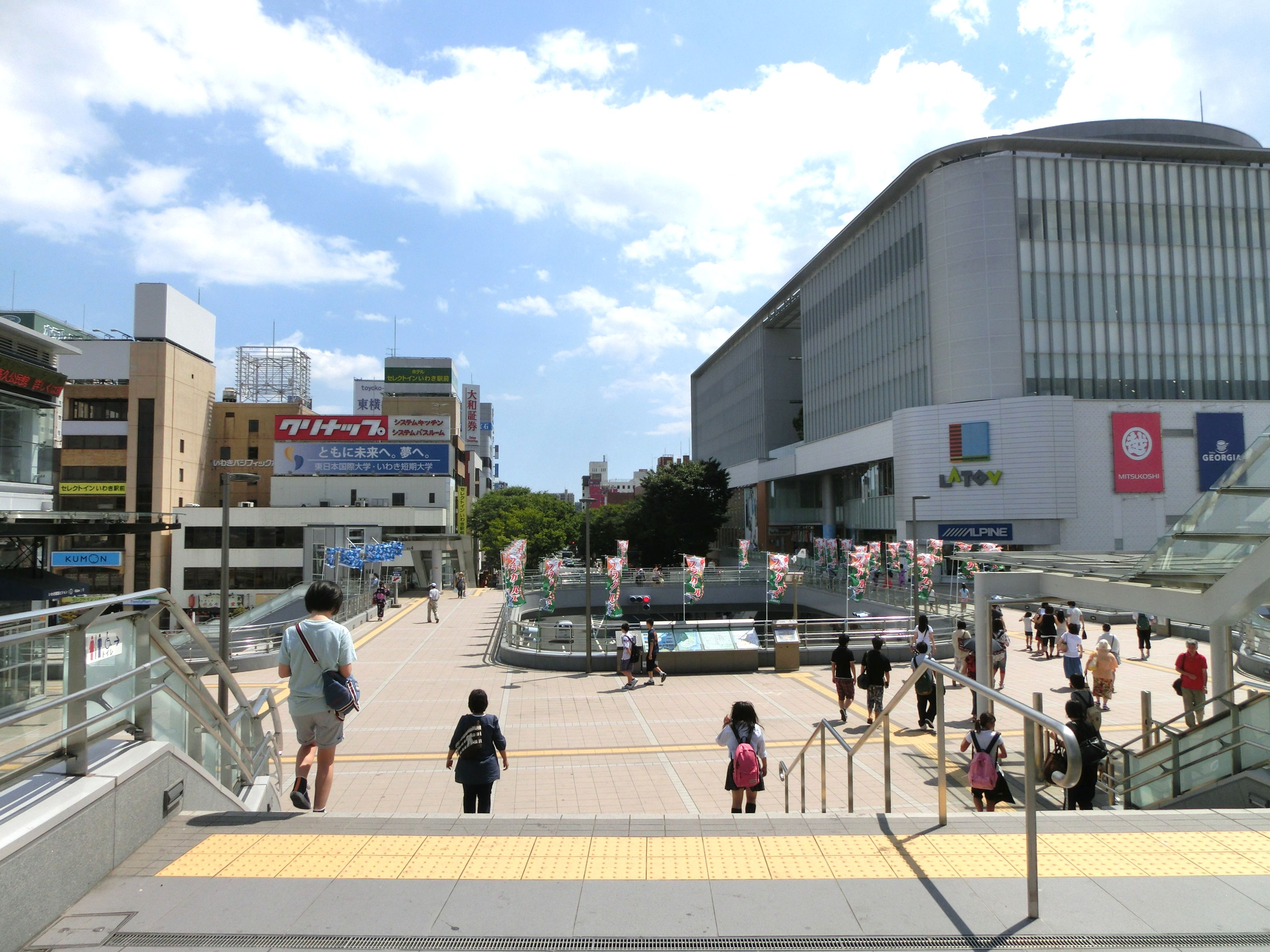
いわき駅前 (2012年)

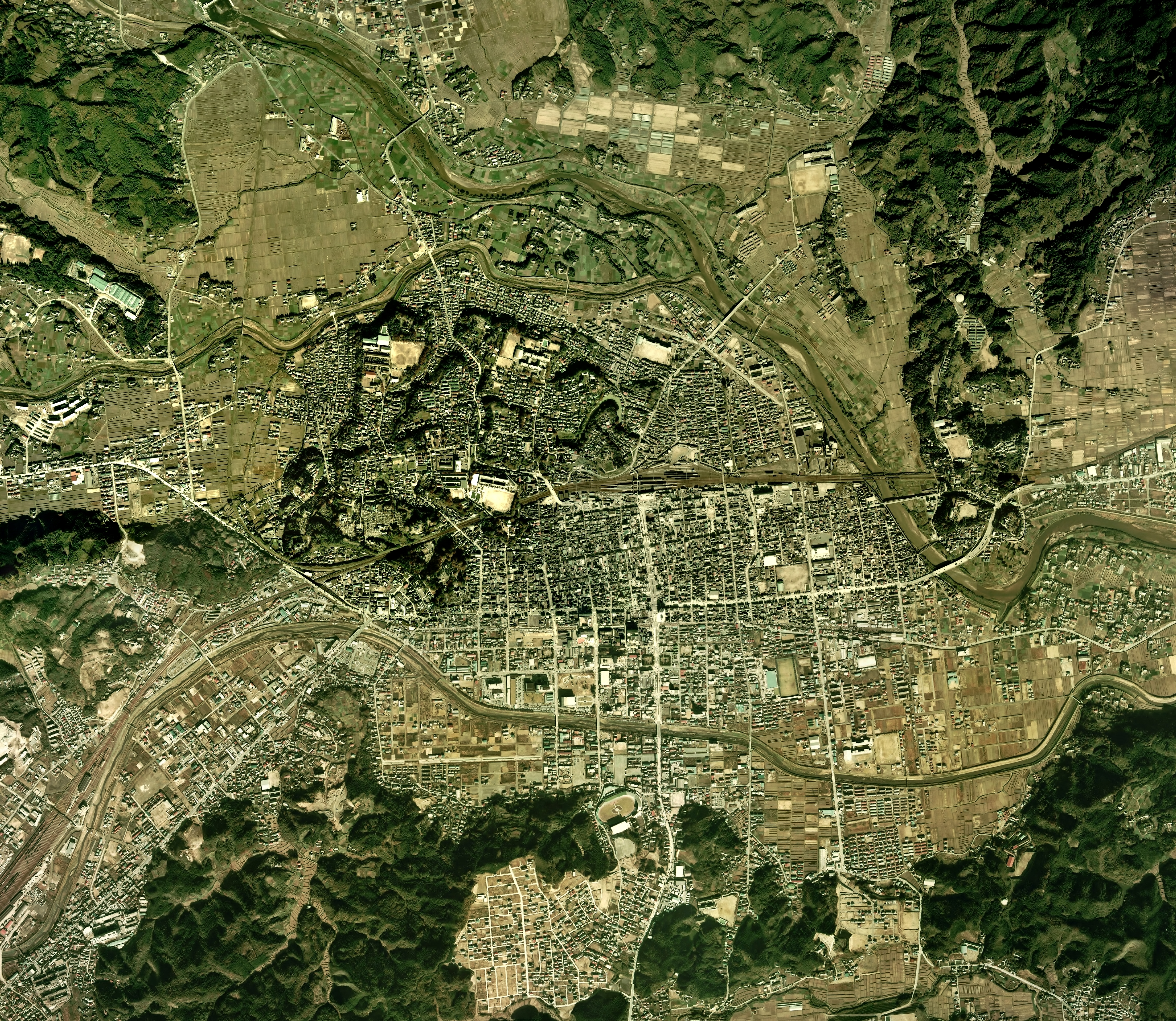
平地区中心部周辺の空中写真。1975年撮影の8枚を合成作成。。

平地区（たいらちく）は、現在の福島県いわき市の中北部にある地区。夏井川流域に位置する旧城下町である。1966年10月の大規模合併前には、平市（たいらし）という市であった。旧磐前郡（1896年より石城郡）。
戦国時代（16世紀初頭）ごろから岩城氏の本拠地として「平」という地名が見られるようになる。江戸時代には「岩」の字が変更されて磐城平（いわきたいら）と呼ばれていたが、戊辰戦争で奥羽越列藩同盟が明治政府に敗けた結果、漢字一字の「平」に改名された。

## 概要
福島県浜通りの南部に位置する旧城下町である。平安時代末期から戦国時代までは岩城氏の本拠地として、江戸時代には内藤氏や安藤氏などが治める磐城平藩の城下町として盛えた。廃藩置県当初の1872年1月9日から1876年8月20日までは、現在の浜通りを範囲とする磐前県の県庁所在地であった。
現在でもいわき市の中心地区であり、また浜通り地方の最大の商業地区を形成している。
浜通りから茨城県・宮城県・中通りの三方を結ぶ交通拠点であるが、明治維新以降は常磐線など茨城県からの交通網が早く整備されたため、南の茨城県北東部（日立市、水戸市など）との繋がりが最も深い。

## 地理
太平洋に面していることもあり、気候は年間通して温暖で、冬でも雪は少ない。
- 川：夏井川、好間川、新川
- 山・高地：阿武隈高地、石森山

### 地名の由来
「平」の由来には諸説がある。
一つは、岩城則道が本拠地を構えた時に、妻の徳姫（とくひめ。藤原清衡の娘）がかつて居住していた平泉に因んで、中心部を「平」と称して、郊外を「白水」と称したという説である。
もう一つは、阿武隈高地と太平洋に挟まれた地域の中でも、平坦な地形が比較的広かった点に由来する説である。
令制国の陸奥国を頭に付ける際には、「陸奥磐城平」「奥州磐城平」というように、徳川時代の名称であった磐城平（いわきたいら）で呼称されることが多い。「いわ」の字が「岩」から「磐」に変更された時期は、鳥居忠政が入府した時である。

## 行政

### 官公署
いわき市の機関
- いわき市役所（本庁舎）

警察・消防
- 平市警察署（旧警察法下で1954年まで存在した自治体警察。後身は現在のいわき中央警察署）
- 平消防署（兼いわき市消防本部）

国の機関
- 福島地方裁判所いわき支部
- 福島地方検察庁いわき支部
- 福島地方法務局いわき支局
- 仙台国税局いわき税務署
- ハローワーク平

福島県の機関
- 福島県いわき合同庁舎

行政区（町大字水準）
- 平
- 平上平窪
- 平中平窪
- 平下平窪
- 平中塩
- 平四ツ波
- 平幕ノ内
- 平鯨岡
- 平大室
- 平北白土
- 平南白土

- 平谷川瀬
- 平上荒川
- 平下荒川
- 平中山
- 平小泉
- 平吉野谷
- 平上高久
- 平中神谷
- 平塩
- 平鎌田
- 平上神谷

- 平上片寄
- 平下片寄
- 平豊間
- 平薄磯
- 平沼ノ内
- 平下高久
- 平神谷作
- 平上山口
- 平下山口
- 平山崎
- 平菅波

- 平荒田目
- 平上大越
- 平下大越
- 平藤間
- 平泉崎
- 平下神谷
- 平原高野
- 平馬目
- 平絹谷
- 平北神谷
- 平水品

- 平赤井
- 自由ケ丘
- 郷ケ丘
- 明治団地
- 平鶴ケ井
- 中央台飯野
- 中央台鹿島
- 中央台高久
- 石森
- 平成
- 薄磯

## 経済
浜通り最大の商業地区となっており、市街地向き大型店鋪や映画館も集中している。商圏は磯原から富岡までに及ぶ。また、城下町から発達したためか、行政都市や商業都市という色が濃い。
2000年代以後は郊外化に悩まされており、平市街地の落ち込みが激しい。2001年には、平字中町にあった百貨店の大黒屋が経営破綻するなど、険しい環境にある。2007年にはいわき駅ビル「ヤン・ヤン」が閉鎖され、ペデストリアンデッキとバスロータリーとなり、代わって2007年10月25日にいわき駅前再開発ビル「ラトブ」が開設され、風景や人の流れが一変している。

## 主要学校
高等専門学校
- 福島工業高等専門学校（設立当初は「平高専」を称していた）

私立大学
- 医療創生大学
- 東日本国際大学

高等学校
- 福島県立磐城高等学校
- 福島県立磐城桜が丘高等学校
- 福島県立いわき光洋高等学校
- 福島県立平工業高等学校
- 福島県立平商業高等学校

## 交通

### 鉄道
- 中心駅：いわき駅（1994年12月2日までは、平駅を称していた）
- 常磐線
  - いわき駅 - 草野駅
- 磐越東線
  - いわき駅 - 赤井駅

### 道路

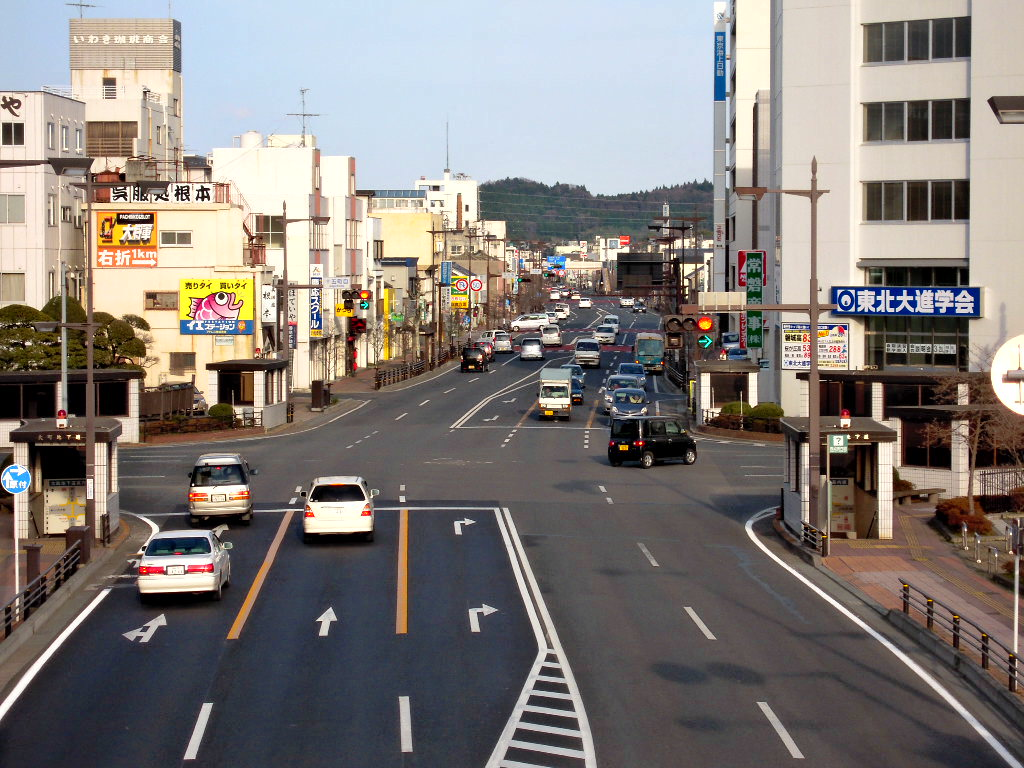
十五町目交差点

- 道路元標：十五町目交差点（国道6号（陸前浜街道）と国道399号（磐城街道）の交点）
（※ 事実上の道路元標は尼子橋北口に位置する内郷御台境交差点で、ここは国道6号本線と国道49号旧道の交差点。）

最寄りの高速道路
- 常磐自動車道：いわきJCT、いわき中央IC
- 磐越自動車道：いわきJCT

国道
- 国道6号
  - 常磐バイパス
- 国道49号
  - 平バイパス
- 国道399号

## 観光地
- 磐城平城
- 龍ヶ城美術館（磐城平城敷地内）
- 大館城（飯野平城）
- 飯野八幡宮
- 大國魂神社

※ 白水阿弥陀堂は、いわき駅より内郷駅の方が近い。

## 施設

### 娯楽施設
- いわき平競輪場
- ポレポレいわき（映画館。旧称：平テアトル）

### 文化施設
- いわき市立美術館
- いわき市文化センター
- いわき芸術文化交流館アリオス
- いわき総合図書館

### 商業施設
- エスパルいわき
- ペッペ （Paix Paix）

### 駅前再開発ビル
- ラトブ
- ティーワンビル

### 公園
- 松ヶ岡公園

## 脚註
1. ↑  現在でも、徳姫に因んだ地名として、国道6号の「尼子橋」がある。
2. ↑  龍ヶ城美術館の館員の話による。鳥居忠政は岡崎出身で、同郷の徳川家康の幼なじみ。岩城氏は関ヶ原合戦で徳川軍に与しなかったため、「岩城」の字を使うことを嫌った。